# The Dirk Diggler Story

The Dirk Diggler Story est un court métrage américain réalisé par Paul Thomas Anderson en 1988.
Il s'agit du deuxième court-métrage de son auteur, réalisé dans des conditions totalement amateur. Il dure 32 minutes.
Paul Thomas Anderson utilisera les mêmes personnages pour son second film long-métrage Boogie Nights. Ainsi Dirk Diggler et Jack Horner garderont les mêmes noms et le même aspect physique entre les deux œuvres.

## Synopsis
Un faux documentaire sur la star du film X, Dirk Diggler

## Distribution
- Robert Ridgely : Jack Horner